# Anna Maria Engelina Majofski
Anna Maria Engelina (Annemie) Majofski, later Dahmen-Majofski (Amsterdam, 15 december 1810 – aldaar, 9 juli 1881), was een Nederlands toneelspeelster.
Ze werd geboren binnen het acteursgezin van Theo Majofski en Joanna Adams, beiden jarenlang verbonden aan de Amsterdamsche schouwburg. Haar zusters Louisa Johanna en Jacoba Maria gingen ook de theaterwereld in. Van Anna Maria Engelina Majofski zijn enkele bescheiden rollen bekend. 
Ze huwde in 1834 met de fluitist Pieter Wilhelm Dahmen, telg uit een muzikantenfamilie, die vaak in hetzelfde theater uitvoeringen gaven dan wel toneelstukken en zangspelen begeleidden. Ze verdween na haar huwelijk van het podium voor de kinderen te zorgen. Zoon Johan Francis Arnold Theodor Dahmen ging de muziek in en werd de eerste fluitist (in beide betekenissen) van het Concertgebouworkest.